# Faza (maszynoznawstwo)

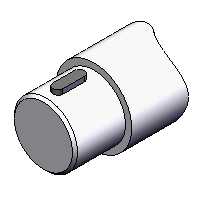
wał maszynowy z widoczną fazą na końcu

Faza (sfazowanie) - ukośne ścięcie krawędzi przedmiotu (np. muru, lustra, stołu, części maszyn), wykonywane ze względów estetycznych, praktycznych (ostra krawędź łatwiej ulega uszkodzeniom) lub dla uchronienia użytkowników przed skaleczeniem (zranieniem). 
Tak zwane fazowanie może być wykonywane ręcznie lub na szlifierce, strugarce, tokarce, frezarce albo w inny sposób. Fazowania otworów najczęściej wykonuje się na tokarce lub obróbką plastyczną - przy pomocy specjalnego młotka do sfazowań.